# Тоби Стивенс
Тоби Стивенс (енгл. Toby Stephens; рођен Лондон, 21. април 1969), енглески је позоришни, филмски и ТВ глумац.